# Харитоновка (Омская область)
Харитоновка — упразднённая деревня в Одесском районе Омской области. Входила в состав Белостокского сельсовета. Исключена из учётных данных в 1974 г.

## География
Располагалась в 11 км (по прямой) к северо-западу от села Белосток.

## История
Основана в 1908 году. В 1928 году состояла из 150 хозяйств, в деревне имелись школа 1-й ступени и изба-читальня. В административном отношении являлась центром Харитовского сельсовета (включал также деревню Косяковка) Одесского района Омского округа Сибирского края. В 1934 году вошла в состав Чугуевского сельсовета. В 1957 году отошла в Белостокский сельсовет; в 1963 году к Желанновскому сельсовету; в 1966 году вновь в Белостокский. Действовал колхоз «Новая Жизнь». В 1974 году Харитоновка исключена из учётных данных.

## Население
По результат переписи 1926 г. в деревне проживало 797 человек (385 мужчин и 412 женщин), основное население — украинцы.